# Puan

Poloha okresu Puan v rámci provincie Severní Čolla i v rámci celé Jižní Korey

Okres Puan (korejsky 부안군 – Puan gun) je okres v provincii Severní Čolla v Jižní Koreji. Má rozlohu přibližně 493 čtverečních kilometrů a v roce 2007 v něm žilo bezmála sedmašedesát tisíc obyvatel.
Puan leží na břehu Žlutého moře. Hraničí na severovýchodě s územím města Kimdže, na severu s Saemangeumem, na východě s územím města Čongup a na jihu s okresem Kočchang.